# Chadwick Boseman
Chadwick Aaron Boseman (/ˈboʊzmən/; 29 tháng 11 năm 1976 – 28 tháng 8 năm 2020) là một diễn viên người Mỹ. Trong suốt sự nghiệp kéo dài hai thập kỷ của mình, Boseman đã nhận được hai giải SAG, một giải Quả cầu vàng, một giải Lựa chọn của giới phê bình điện ảnh và một giải Primetime Emmy, cùng nhiều giải thưởng khác. Anh cũng được đề cử giải Oscar.
Sau khi học đạo diễn tại Đại học Howard , Boseman bắt đầu sự nghiệp của mình trong lĩnh vực sân khấu, giành được Học bổng Đạo diễn Liên đoàn Kịch và AUDELCO diễn xuất, cùng với việc nhận được đề cử Giải thưởng Jeff cho vở kịch Deep Azure năm 2005 của anh ấy. Chuyển sang màn ảnh, vai chính đầu tiên của anh là một loạt phim truyền hình dài tập Persons Unknown (2010) của đài NBC và anh ấy đã có màn trình diễn đột phá với vai cầu thủ bóng chày Jackie Robinson trong bộ phim tiểu sử năm 2013 42 . Anh tiếp tục thể hiện các nhân vật lịch sử, với vai ca sĩ James Brown trong Get on Up (2014) và vai luật sư Thurgood Marshall trong Marshall (2017).
Boseman đã đạt được danh tiếng quốc tế khi đóng vai siêu anh hùng Marvel Comics Black Panther trong Vũ trụ Điện ảnh Marvel (MCU) từ năm 2016 đến năm 2019. Anh ấy đã xuất hiện trong bốn bộ phim của MCU, bao gồm một bộ phim cùng tên năm 2018 đã mang về cho anh ấy Giải thưởng Điện ảnh NAACP cho Nam diễn viên chính xuất sắc trong phim điện ảnh Picture và Giải SAG cho dàn diễn viên điện ảnh xuất sắc nhất. Là diễn viên da đen đầu tiên đóng vai chính trong một bộ phim MCU, anh ấy cũng được xướng tên trong Time 100 năm 2018 . Màn trình diễn cuối cùng của Boseman với tư cách là nhân vật trong loạt phim Disney+ What If...? (2021) đã mang về cho anh ấy Giải thưởng Primetime Emmy sau khi qua đời cho Màn trình diễn lồng tiếng cho nhân vật xuất sắc.
Năm 2016, Boseman được chẩn đoán mắc bệnh ung thư ruột kết. Anh giữ kín tình trạng của mình, tiếp tục diễn xuất cho đến khi qua đời vào năm 2020 vì bạo bệnh. Bộ phim cuối cùng của anh ấy, Ma Rainey's Black Bottom, được phát hành sau khi anh qua đời cùng năm với sự hoan nghênh của giới phê bình, mang về cho anh ấy đề cử Giải Oscar cho Nam diễn viên chính xuất sắc nhất và Giải Quả cầu vàng cho Nam diễn viên chính xuất sắc nhất – Phim điện ảnh. Boseman cũng nhận được bốn đề cử tại Giải thưởng Hiệp hội Diễn viên Màn ảnh lần thứ 27 cho tác phẩm của anh ấy trong Da 5 Bloods và Ma Rainey's Black Bottom, nhiều nhất cho một nghệ sĩ biểu diễn tại một buổi lễ, giành giải Nam diễn viên chính trong vai chính cho phim sau.

## Đầu đời và giáo dục
Chadwick Aaron Boseman sinh ra và lớn lên ở Anderson, Nam Carolina, là con trai của Carolyn (nhũ danh Mattress) và Leroy Boseman, cả hai đều là người Mỹ gốc Phi. Mẹ anh là một y tá, còn cha anh làm việc tại một nhà máy dệt và quản lý một doanh nghiệp bọc vải. Khi còn trẻ, Boseman luyện tập võ thuật, và tiếp tục luyện tập khi trưởng thành. Khi còn nhỏ, anh muốn trở thành một kiến trúc sư. Theo Boseman, xét nghiệm DNA chỉ ra rằng một số tổ tiên của ông là người Krio và người Limba từ Sierra Leone, và người Yoruba từ Nigeria.
Boseman tốt nghiệp trường trung học T. L. Hanna năm 1995, nơi anh chơi trong đội bóng rổ. Vào năm học trung học cơ sở, anh ấy đã viết vở kịch đầu tiên của mình, Crossroads, và dàn dựng nó tại trường sau khi một bạn cùng lớp bị bắn chết. Anh thi Diễn thuyết và Tranh luận trong Hiệp hội Diễn thuyết và Tranh luận Toàn quốc tại T. L. Hanna. Anh đứng thứ tám trong Original Oratory tại Giải đấu Quốc gia năm 1995. Anh được tuyển để chơi bóng rổ ở trường đại học nhưng thay vào đó lại chọn nghệ thuật, theo học đại học tại Đại học Howard ở Washington, D.C., và tốt nghiệp năm 2000 với bằng tốt nghiệp Cử nhân Mỹ thuật chuyên ngành đạo diễn. Khi ở Howard, anh ấy làm việc trong một hiệu sách dành cho người Mỹ gốc Phi gần trường đại học, người bạn Vanessa German nói rằng rất quan trọng và truyền cảm hứng cho anh ấy; anh ấy đã rút ra kinh nghiệm của mình ở đó cho vở kịch Hieroglyphic Graffiti của mình.
Các giáo viên của anh ấy tại Howard bao gồm Al Freeman Jr. và Phylicia Rashad, người đã trở thành người cố vấn. Rashad đã giúp gây quỹ, đặc biệt là từ bạn của cô và nam diễn viên nổi tiếng Denzel Washington, để Boseman và các bạn cùng lớp khác có thể tham dự Chương trình Mùa hè Oxford của Học viện Kịch nghệ Anh Mỹ tại Đại học Balliol, Oxford, ở Anh, mà họ đã được chấp nhận. Boseman muốn viết kịch bản và đạo diễn, và ban đầu bắt đầu học diễn xuất để học cách liên hệ với các diễn viên. Anh ấy đã tham dự chương trình vào năm 1998, và anh ấy đã đánh giá cao cách viết kịch của William Shakespeare; ngoài ra, anh còn nghiên cứu tác phẩm của nhiều nhà viết kịch khác nhau, trong đó có Samuel Beckett và Harold Pinter. Anh cũng đã đến Châu Phi lần đầu tiên khi còn học đại học, làm việc tại Ghana với giáo sư Mike Malone của mình "để bảo tồn và cử hành các nghi lễ bằng các buổi biểu diễn trên sân khấu proscenium"; anh ấy nói đó là "một trong những trải nghiệm học tập quan trọng nhất trong cuộc đời [anh ấy]". Sau khi trở về Hoa Kỳ, anh tham gia khóa học bổ sung về nghiên cứu điện ảnh, tốt nghiệp Học viện Điện ảnh Kỹ thuật số của Thành phố New York.

## Bệnh tật và qua đời
Boseman được chẩn đoán mắc bệnh ung thư ruột kết giai đoạn III vào năm 2016, cuối cùng đã chuyển sang giai đoạn IV trước năm 2020. [8] Anh ấy chưa bao giờ công khai về chẩn đoán ung thư của mình và theo The Hollywood Reporter , "Chỉ một số ít người không phải là thành viên trong gia đình biết rằng Boseman bị ốm... với mức độ hiểu biết khác nhau về mức độ nghiêm trọng của tình trạng của [anh ấy]." [161] Trong thời gian điều trị, liên quan đến nhiều ca phẫu thuật và hóa trị , anh ấy tiếp tục làm việc và hoàn thành việc sản xuất một số bộ phim, bao gồm Marshall , Da 5 Bloods , Ma Rainey , và những phim khác.
Boseman qua đời tại nhà riêng ở Los Angeles do biến chứng liên quan đến ung thư ruột kết vào ngày 28 tháng 8 năm 2020, với vợ và gia đình ở bên cạnh. [162] [163] [164] Ông ấy 43 tuổi. Ông qua đời không để lại di chúc và di sản của ông sẽ được điều chỉnh bởi luật California với sự đại diện của Ledward. [165] Một buổi lễ tưởng niệm công khai được tổ chức vào ngày 4 tháng 9 năm 2020, tại Anderson, Nam Carolina, nơi các diễn giả bao gồm mục sư thời thơ ấu của Boseman cũng như Deanna Brown-Thomas, con gái của James Brown, người mà Boseman thể hiện trong Get on Up . [166] Thành phố đã công bố kế hoạch tạo ra một đài tưởng niệm nghệ thuật lâu dài tại buổi lễ. [167]Bất chấp các báo cáo rằng Boseman đã được chôn cất tại nghĩa trang Nhà thờ Baptist Phúc lợi ở Belton, Nam Carolina gần đó , [168] nhà tang lễ xử lý các dịch vụ và mục sư nhà thờ đều phủ nhận điều này

## Danh sách phim

### Điện ảnh
| Year | Title                              | Role                                 | Notes                   | Ref.   |
| ---- | ---------------------------------- | ------------------------------------ | ----------------------- | ------ |
| 2008 | The Express: The Ernie Davis Story | Floyd Little                         |                         | [ 31 ] |
| 2012 | The Kill Hole                      | Lt. Samuel Drake                     |                         | [ 32 ] |
| 2013 | 42                                 | Jackie Robinson                      |                         | [ 31 ] |
| 2014 | Draft Day                          | Vontae Mack                          |                         | [ 33 ] |
| 2014 | Get on Up                          | James Brown                          |                         | [ 31 ] |
| 2016 | Gods of Egypt                      | Thoth                                |                         | [ 34 ] |
| 2016 | Captain America: Civil War         | T'Challa / Black Panther             |                         | [ 35 ] |
| 2016 | Message from the King              | Jacob King                           | Also executive producer | [ 36 ] |
| 2017 | Marshall                           | Thurgood Marshall                    | Also co-producer        | [ 37 ] |
| 2018 | Black Panther                      | T'Challa / Black Panther             |                         | [ 38 ] |
| 2018 | Avengers: Infinity War             | T'Challa / Black Panther             |                         | [ 39 ] |
| 2019 | Avengers: Endgame                  | T'Challa / Black Panther             |                         | [ 40 ] |
| 2019 | 21 Bridges                         | Andre Davis                          | Also producer           | [ 41 ] |
| 2020 | Da 5 Bloods                        | Norman Earl "Stormin' Norm" Holloway |                         | [ 42 ] |
| 2020 | Ma Rainey's Black Bottom           | Levee Green                          | Posthumous release      | [ 43 ] |

### Truyền hình
| Year      | Title               | Role                                                    | Notes                                          | Ref.                 |
| --------- | ------------------- | ------------------------------------------------------- | ---------------------------------------------- | -------------------- |
| 2003      | All My Children     | Reggie Porter                                           | Recurring role                                 | [ 44 ]               |
| 2003      | Third Watch         | David Wafer                                             | Episode: "In Lieu of Johnson"                  | [ 45 ]               |
| 2004      | Law & Order         | Foster Keyes                                            | Episode: "Can I Get a Witness?"                | [ 45 ]               |
| 2006      | CSI: NY             | Rondo                                                   | Episode: "Heroes"                              | [ 46 ]               |
| 2008      | ER                  | Derek Taylor                                            | Episode: "Oh, Brother"                         | [ 45 ]               |
| 2008      | Cold Case           | Dexter Collins                                          | Episode: "Street Money"                        | [ 45 ]               |
| 2008–2009 | Lincoln Heights     | Nathaniel "Nate" Ray                                    | 9 episodes                                     | [ 47 ]               |
| 2009      | Lie to Me           | Cabe McNeil                                             | Episode: "Truth or Consequences"               | [ 48 ]               |
| 2010      | Persons Unknown     | Sergeant McNair                                         | Main role; 13 episodes                         | [ 46 ]               |
| 2010      | The Glades          | Michael Richmond                                        | Episode: "Honey"                               | [ 49 ] [ 50 ]        |
| 2011      | Castle              | Chuck Russell                                           | Episode: "Poof, You're Dead"                   | [ 46 ]               |
| 2011      | Detroit 1-8-7       | Tommy Westin                                            | Episode: "Beaten/Cover Letter"                 | [ 51 ]               |
| 2011      | Justified           | Ralph Beeman                                            | Episode: "For Blood or Money"                  | [ 46 ]               |
| 2011      | Fringe              | Mark Little / Cameron James                             | Episode: "Subject 9"                           | [ 52 ]               |
| 2018      | Saturday Night Live | Chính mình (dẫn chương trình)                           | Episode: "Chadwick Boseman/Cardi B"            | [ 53 ]               |
| 2021      | What If...?         | Các phiên bản của T'Challa / Black Panther (lồng tiếng) | Recurring role; 4 episodes; posthumous release | [ 54 ] [ 55 ] [ 56 ] |